# Gleb Wladislawowitsch Botschkow
Gleb Wladislawowitsch Botschkow (russisch Глеб Владиславович Бочков, wiss. Transliteration Gleb Vladislavovič Bočkov; * 9. August 1994 in Moskau) ist ein russischer Schauspieler.

## Leben
Botschkow wurde am 9. August 1994 in Moskau geboren. Er schloss 2017 sein Studium an der Russischen Akademie für Theaterkunst ab. Diplomleistungen erzielte er in den Theaterstücken Jugend, Back to Killing und Rhino. Er gab sein Fernsehdebüt 2015 in der Rolle des Semak in der Fernsehserie Posledniy ment, die er bis 2017 darstellte. 2017 wirkte er im Kurzfilm Leo i Uragan mit. 2019 stellte er im Fantasyfilm Rebellion der Magier die Rolle des Bale dar. 2020 war er in The Last Frontier als Sergeant Yakhin und im Fernsehfilm  Zhenskaya versiya. Lovtsy dush in der Rolle des Nikita zu sehen.

## Filmografie (Auswahl)
- 2015–2017: Posledniy ment (Последний мент) (Fernsehserie)
- 2017: Leo i Uragan (Kurzfilm)
- 2018: Mednoye solntse (Медное солнце)
- 2019: Rebellion der Magier (Abigail/Эбигейл)
- 2020: The Last Frontier (Podolskiye kursanty/Подольские курсанты)
- 2020: Zhenskaya versiya. Lovtsy dush (Женская версия. Ловцы душ) (Fernsehfilm)